# Ramanathapuram
Ramanathapuram är en stad i den indiska delstaten Tamil Nadu, och är huvudort i ett distrikt med samma namn. Folkmängden uppgick till 61 440 invånare vid folkräkningen 2011.